# Pelagia Rek
Pelagia Rek (ur. 15 kwietnia 1935 w Bogucinie Małym, zm. 25 lipca 2005 w Wilamowicach) – polska rolniczka i polityk, posłanka na Sejm PRL VIII kadencji.

## Życiorys
Uzyskała wykształcenie średnie zawodowe. Prowadziła gospodarstwo rolne. Zasiadała w plenum Wojewódzkiego Komitetu i Gminnego Komitetu Zjednoczonego Stronnictwa Ludowego. Była ławnikiem kolegium ds. wykroczeń przy naczelniku gminy oraz przewodniczącą rady Kół Gospodyń Wiejskich. W latach 1980–1985 pełniła mandat posłanki na Sejm PRL VIII kadencji w okręgu Wałbrzych. Zasiadała w Komisji Przemysłu Ciężkiego, Maszynowego i Hutnictwa, Komisji Rolnictwa i Przemysłu Spożywczego oraz w Komisji Przemysłu.